# José Plácido Caamaño
José María Plácido Caamaño y Gómez-Cornejo (Guayaquil, 5 ottobre 1837 – 31 dicembre 1901) è stato un politico ecuadoriano.
È stato Presidente dell'Ecuador dal 15 ottobre 1883 al 30 giugno 1888.
Era discendente dell'esploratore spagnolo Jacinto Caamaño.